# مجمر اصفهانی
سید حسین بن علی مجمر اصفهانی از سادات طباطبایی و از شاعران قرن سیزدهم هجری می‌باشد. او در اواخر قرن دوازدهم هجری در زواره (شهری در استان اصفهان) به دنیا آمد و پس از تحصیل علوم متداول و کسب فنون ادب به تهران رهسپار شد و به خدمت معتمد الدوله نشاط اصفهانی که از رجال دانشمند و از معارف شعرای قاجاریه بود راه یافت. نشاط که از استعداد و قریحه مجمر مطلع گشت به تربیت وی همت گماشت و پس از چندی او را به دربار فتحعلی شاه برد و وسیله تقرب او نزد خاقان مغفور گردید. شاه قاجار که خود نیز از شاعری بهره‌ای وافی داشت و قدر سخن را نیکو می‌شناخت وی را مشمول عنایت و ملاطفت قرار داد و به لقب مجتهد الشعرایی سر افرازش گردانید.
عمر مجمر کوتاه بود. رضا قلی خان هدایت (صاحب کتاب روضه الصفا) سال فوت مجمر را ۱۲۲۵ هجری ذکر کرده و می‌نویسد: مجمر اصفهانی اشعار نمکین دارد اگر دیر زیسته بود همانا ترقی کلی می‌نمود.
شیوه غزلیات مجمر به سبک سعدی است و گاهی هم غزل‌های حافظ را استقبال کرده است و قصاید او به سبک عراقی و اغلب در مدح فتحعلی شاه است.

## نمونه شعر
| یکدست بر دل، یکدست بر سر      |  | از کوی او رفت، بیچاره مجمر     |
| با دل چه سازند، کاندر بر اوست |  | گیرم که راندند، ما را از آن در |
| شد شوق دام و شد ذوق صیاد      |  | آن قوت بال، این سستی پر        |
| ما خاک یاران، بر سر فشاندیم   |  | تا خاک ما را، ریزد بر سر       |
| اشکی و سوزی است، اما چه خیزد  |  | با آتش دل، از دیده تر          |
| کردند منعم، تا رخ عیان داشت   |  | چون روی بنهفت، گفتند بنگر      |
| نخلم دو تا شد، از بار عشقش    |  | دیدی که ما را، باری شد این بر  |
| خلقی ز دستش، آواره زان کو     |  | زان کو مبادا، آواره مجمر       |